# Ebbe De Vlaeminck
Ebbe De Vlaeminck (4 november 2005) is een Belgisch voetballer die als doelman speelt. De Vlaeminck ligt onder contract bij KV Kortrijk.

## Clubcarrière
De Vlaeminck genoot een groot deel van zijn jeugdopleiding bij KV Kortrijk, dat hem al vroeg wegplukte bij FCE Meetjesland. In mei 2024 ondertekende hij er zijn eerste contract, dat hem tot medio 2026 aan de club verbond en tevens een optie op twee extra seizoenen bevatte. In het seizoen 2023/24 werd hij geregeld opgenomen in de wedstrijdselectie van het eerste elftal.
Op 6 april 2025 maakte De Vlaeminck, die ook in het seizoen 2024/25 geregeld de wedstrijdselectie van het eerste elftal haalde, zijn officiële debuut voor het eerste elftal van KV Kortrijk: op de tweede speeldag van de Relegation Play-offs van de Jupiler Pro League kwam hij kort na het uur de geblesseerde Lucas Pirard vervangen tegen STVV. De Vlaeminck hield zijn netten schoon en hielp Kortrijk zo aan een 0-3-zege op Stayen. De tiener was al de vijfde doelman die dit seizoen werd ingezet bij Kortrijk na Patrik Gunnarsson, Lucas Pirard, Tom Vandenberghe en Marko Ilić.

## Clubstatistieken
| Seizoen         | Club            | Land            | Competitie      | Competitie | Competitie | Beker | Beker | Supercup | Supercup | Europees | Europees | Totaal | Totaal |
| Seizoen         | Club            | Land            | Competitie      | Wed.       | Dlp.       | Wed.  | Dlp.  | Wed.     | Dlp.     | Wed.     | Dlp.     | Wed.   | Dlp.   |
| --------------- | --------------- | --------------- | --------------- | ---------- | ---------- | ----- | ----- | -------- | -------- | -------- | -------- | ------ | ------ |
| 2024/25         | KV Kortrijk     | Vlag van België | Eerste klasse A | 5          | 0          | 0     | 0     | —        | —        | —        | —        | 5      | 0      |
| Carrière totaal | Carrière totaal | Carrière totaal | Carrière totaal | 5          | 0          | 0     | 0     | 0        | 0        | 0        | 0        | 5      | 0      |

Bijgewerkt op 11 mei 2025.

## Privé
De Vlaeminck is het neefje van Philibert De Vlaeminck, die als speler voor KFC Eeklo en Cercle Brugge uitkwam.

## Varia
- De Vlaeminck is vernoemd naar oud-voetballer Ebbe Sand.[7]